# Fort aan den Ham

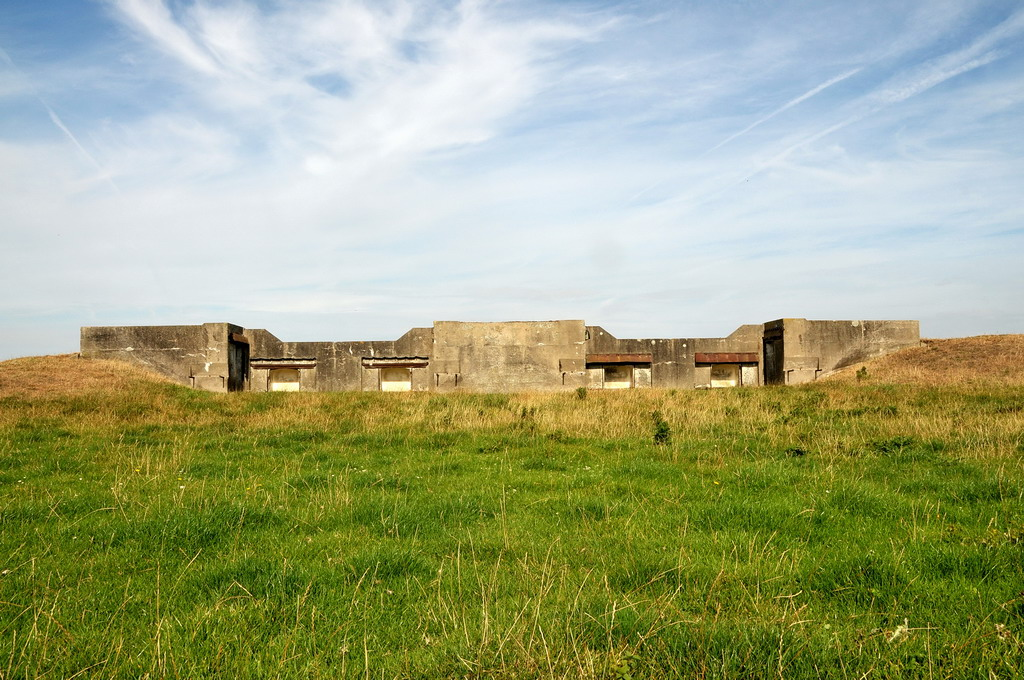
Nevenbatterij ten zuiden van het fort

Het Fort aan den Ham is een fort van de Stelling van Amsterdam. Het is gelegen aan de spoorlijn van Uitgeest naar Krommenie. De aarden wallen, het eerste onderdeel van dit verdedigingswerk, dateren uit 1896, het fort zelf werd in 1903 opgeleverd.

## Ligging en functie
Oorspronkelijk was dit fort niet opgenomen in de plannen van 1880, maar dit werd noodzakelijk door het nieuw gevormde acces dat ontstond na de aanleg van de spoorlijn Amsterdam – Alkmaar. Omdat deze spoorlijn tussen Uitgeest en Krommenie op een talud lag, precies tussen de grotere forten Veldhuis en Krommeniedijk, heeft men naast deze spoorlijn een fort gebouwd om deze spoordijk te beheersen. Het fort grendelde deze toegangen in oorlogstijd af.
In 1896 werden op het fortterrein aarden wallen aangelegd en in 1902-1903 volgden de bomvrije gebouwen. In 1908 werd een betonnen nevenbatterij gebouwd ten zuiden van het fort. Hier werden zware kanonnen geplaatst om de naderende vijand op grotere afstand te beschieten. De ernaast gelegen Rijksweg, de huidige N203, werd in 1934 opgeleverd en loopt evenwijdig aan de spoorlijn.

## Bewapening
Fort aan den Ham had geen kanonnen in de keelkazematten zoals de andere grotere forten van de Stelling. In elke keelkazemat stonden wel twee Gardner M 90 mitrailleurs opgesteld en er waren vier schietgaten voor geweren. De buurforten Krommeniedijk en Veldhuis konden met hun kanonnen het fort helpen verdedigen.
Het fort beschikte wel over twee hefkoepels met elk een, relatief klein, 6cm-kanon (geleverd door de Fried. Krupp Aktiengesellschaft Grusonwerk te Maagdenburg) om het geïnundeerde gebied en de spoordijk onder vuur te kunnen nemen. Het hefkoepelgeschut is tijdens de Tweede Wereldoorlog door de Duitse bezetters ontmanteld en afgevoerd naar Duitsland. Daarbij zijn de beide hefkoepelgebouwen opgeblazen.

## Activiteiten
Het fort is maar eenmaal bemand geweest, namelijk tijdens de Eerste Wereldoorlog van 1914 tot voorjaar 1916 en met een minimale bezetting tot 1918-1919. Er waren destijds 149 man in het vestingwerk gelegerd alhoewel het voor 171 man is gebouwd. Ook de Duitse bezetters hebben het fort een tijdlang gebruikt.
In 1956 werd bij Koninklijk Besluit het fort voor de Kringenwet tot 'geene klasse' ingedeeld waarmee het feitelijk als verdedigingswerk werd opgeheven en het fort werd omgebouwd tot munitieopslagplaats en gebruikt voor opslag door de Nationale Reserve. Tot eind 1984 was de fortwachterswoning nog bewoond, maar een jaar later werd deze gesloopt en het fort stond tien jaar leeg.

## Museum
In 1995 is besloten om Fort aan den Ham voor het publiek open te stellen en is Stichting Fort aan de Ham opgericht om het geheel te besturen. Het officiersverblijf, de keuken, de ziekenzaal en een manschappenruimte zijn in de oorspronkelijk staat van rond 1910 hersteld. Het fort is te bezoeken op elke laatste zondag van de maand, behalve in de wintermaanden. De huidige eigenaar is het Ministerie van Defensie.